# Șpola
Șpola (în ucraineană Шпола) este orașul raional de reședință al raionului Șpola din regiunea Cerkasî, Ucraina. În afara localității principale, nu cuprinde și alte sate.

## Demografie
Componența lingvistică a orașului Șpola
     Ucraineană (97,36%)
     Rusă (2,23%)
     Alte limbi (0,2%)
Conform recensământului din 2001, majoritatea populației orașului Șpola era vorbitoare de ucraineană (97,36%), existând în minoritate și vorbitori de rusă (2,23%).